# تحکیم خاک
تحکیم عبارت است از کاهش حجم تدریجی یک خاک اشباع با نفوذپذیری کم در اثر زهکشی بخشی از آب موجود در حفرات که نهایتاً منجر به تغییر ضخامت و نشست خاک می‌شود.
زهکشی (تغییر در فشار آب حفره‌ای) ارتباط تنگاتنگی با مقوله‌ی تحکیم و نشست خاک دارد. از زمانی که در اثر فشار سربار در داخل خاک اضافه فشار آب حفره‌ای به وجود می‌آید، پدیده تحکیم آغاز شده و تا زمانی که این اضافه فشار در اثر زهکشی زائل می‌شود ادامه خواهد یافت.

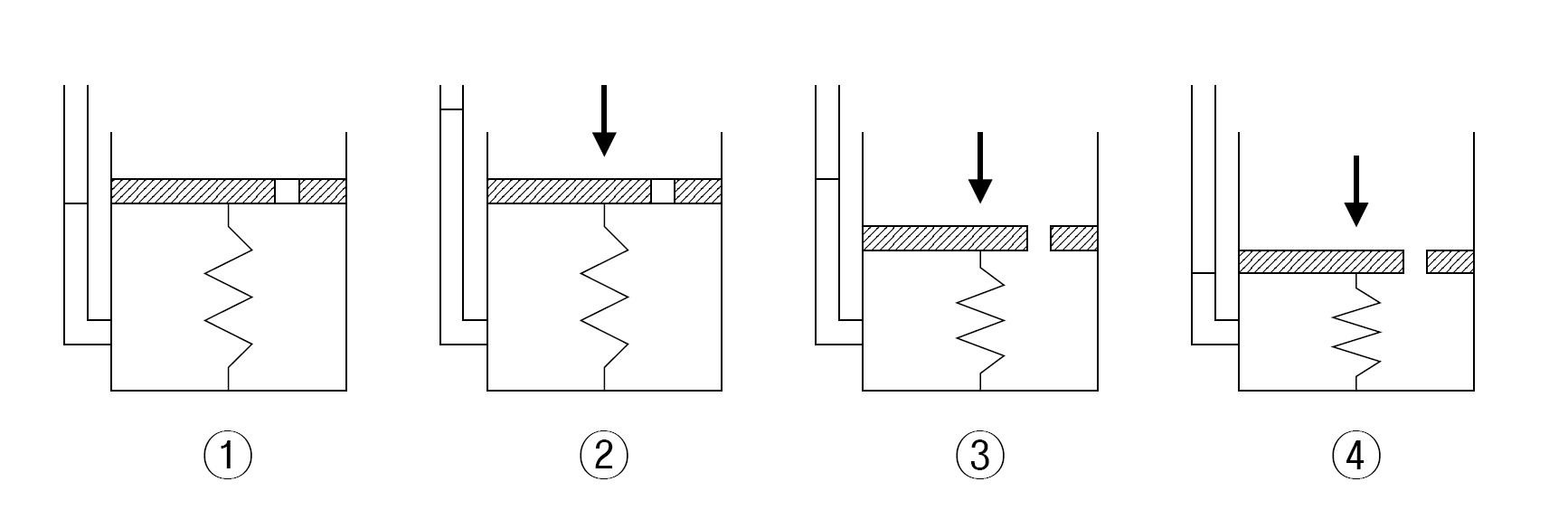
شبیه‌سازی تحکیم خاک با فشردگی فنر

## مراحل
اصولاً هر فرایند تحکیم سه مرحله دارد:

### فشردگی اولیه
که غالباً به جهت پیش بارگذاری و خروج مقدار هوای ناچیز موجود در خاک تقریباً اشباع است.

### تحکیم اولیه
در طی این فرایند فشار آب حفره‌ای اضافی به تدریج زائل شده و به همان میزان بر تنش مؤثر افزوده خواهد شد، لذا خاک تدریجاً نشست می‌کند.

### تحکیم ثانویه
پس از زوال فشار آب حفره‌ای اضافی، در اثر اعمال سربار مقداری تغییر شکل‌های پلاستیک روی می‌دهد ( مانند پدیده خزش در بتن) که به این بخش از نشست خاک تحکیم ثانویه گفته می‌شود.